# Fungulus perlucidus
Fungulus perlucidus är en sjöpungsart som först beskrevs av William Abbott Herdman 1881.  Fungulus perlucidus ingår i släktet Fungulus och familjen kulsjöpungar.
Artens utbredningsområde är Södra Ishavet. Inga underarter finns listade i Catalogue of Life.